# Полипренолы
Полипренолы — являются длинноцепочечными изопреноидными спиртами природного происхождения, имеют общую формулу Н—(С5Н8)n—OH, где n — число изопреновых единиц. Любой пренол с более чем 4 изопреновыми звеньями является полипренолом. Полипренолы играют важную функцию, выступая в качестве природных биорегуляторов и встречаясь в небольших количествах в различных тканях растений.

## Исследования
Полипренолы были исследованы во многих ведущих университетах и лабораториях в течение более 30 лет. Сильнейший интерес к полипренолам был в России, Европе, Японии, Индии и Соединенных Штатах.
В начале 1930-х годов научная команда в лесотехнической академии в Ленинграде под руководством профессора Федора Солодкого и доктора Аси Агранат начали исследования состава хвойных игл дерева. Они были заинтригованы способностью деревьев оставаться без признаков заболеваний в диапазоне экстремальных температур ±40 °C. Эти исследования легли в основу возникновения лесобиохимии — науки об идентификации, экстракции и утилизации живых элементов деревьев. Развитие исследований Солодкого привело советских учёных к выделению совершенно особого класса органического вещества из хвои, впоследствии названных полипренолами.

## Функции
Полипренолы являются низкомолекулярными природными биорегуляторами (физиологически активными), играющими важную модулирующую роль в клеточном процессе в растениях.
Долихолы, находящиеся во всех живых организмах, включая человека, являются производными полипренолов (2,3-дигидролипренолы), от которых отличаются насыщением одной двойной связи, и также являются биорегуляторами. Их функции и участие в клеточном метаболизме сходны с таковыми у полипропенолов в клетках растений. 
Фармакологическая трансформация полипренолов при их введении животным происходит в печени, где они метаболизируются в долихолы.

## Потенциальное медицинское применение
Интерес к полипренолам и долихолам связан с их широким спектром биологической активности и крайне низкой токсичностью.
Полипренолы стимулируют иммунную систему, клеточную репарацию и сперматогенез, и имеют антистрессовую, адаптогенную, противоязвенную и ранозаживляющую активность. Долихолы имеют антиоксидантную активность и защищают клеточные мембраны от перекисного окисления. Эксперименты на мышах показали, что полипренолы имеют противовирусную активность, в частности против вирусов гриппа. Установлено, что уровень долихолов в опухолевых клетках печени снижается по сравнению со здоровыми печеночными клетками.

## Наличие
Такие компании, как Larodan Fine Chemicals AB в Швеции и Indofine Chemical Company, Inc. в Соединенных Штатах производят небольшие количества полипренолов для научно — исследовательских целей. В России производство ООО SIBEX расположено в университетском городе Томске в центральной части Сибири, а в качестве сырья используется хвоя, полученная из сибирских лесов. Мощность производства — 20 кг полипренолов в месяц при мировом потреблении около 500 кг в год.

## Научное видео
- Информация о полипренолах